# Pristava (Chorwacja)
Pristava – wieś w Chorwacji, w żupanii krapińsko-zagorskiej, w gminie Tuhelj. W 2011 roku liczyła 239 mieszkańców.